# Karelen (historiskt landskap i Finland)

Landskapets vapen

Finlands historiska landskap i olika blåa nyanser. Karelen är det mörkblåa området längst i sydöst, som på mitten är så smalt att det nästan ser ut att vara i två delar.
Dagens landskapsförbund markeras med gula gränser.

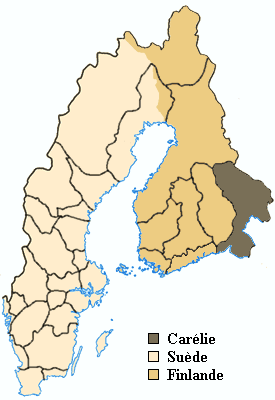
Karelen markerat med mörkbrunt, resten av Finland med mellanbrunt och Sverige med ljusbrunt.

Karelen (finska: Karjala; latin: Carelia) är ett historiskt landskap i Finland. Som västgräns brukar Kymmene älv räknas och som östgräns var 1812–1944 gränsen till Ryssland/Sovjetunionen, fastställd i Dorpatfreden 1920.